# دييغو باستو
دييغو باستو (بالإسبانية: Diego Armando Basto)‏ هو لاعب كرة قدم كولومبي في مركز الوسط، ولد في 13 أبريل 1988 في بوغوتا في كولومبيا. لعب مع أمريكا دي كالي وريال قرطاجنة وفورتاليزا الكولومبي ونادي ميلوناريوس.

## وصلات خارجية
- دييغو باستو على موقع قاعدة بيانات كرة القدم.إي يو (الإنجليزية)
- دييغو باستو على موقع Soccerway.com (الإنجليزية)